# Maculauger castigatus
Maculauger castigatus é uma espécie de gastrópode do gênero Maculauger, pertencente a família Terebridae.